# Gerais do Machobongo
O Gerais do Machobongo é uma região de campos gerais localizado no município brasileiro de Mucugê, na parte sul do Parque Nacional da Chapada Diamantina, na região central do estado da Bahia.
Fica em altitude que varia de 1 400 a 700 metros, ao sul do Parque Nacional da Chapada Diamantina. Possui vegetação predominante de campo limpo e campo rupestre, com pequena incidência de floresta caducifólia)
Situado nas coordenadas UTM 241065 a 262665 E, e 8550955 a 8529085 N, zona 24 Sul, "faz parte da porção norte da cadeia de montanhas da Serra do Espinhaço, apresentando clima semiárido, característico do bioma caatinga. A vegetação apresenta características de savana, com predominância de formações herbáceas e campos rupestres."
Apesar de localizado em área protegida, o lugar costuma ser atingido por queimadas e incêndios florestais. Em 2006 foi preso um incendiário que ali estava prestes a iniciar mais uma queimada, tendo já realizado outras com intuito de forçar o rebrote da planta "sempre-viva", cuja extração é proibida no interior da área de proteção.
É parte de trilhas que atravessam o Parque como a que, partindo de Mucugê, segue pelas margens do rio do mesmo nome da cidade e do rio Riachão, com pernoite em acampamento no local chamado Toca do Vaqueiro, e destino à Cachoeira da Fumacinha e, ainda, ao povoado de Campo Alegre, em Ibicoara.